# Palacio de Justicia del Condado de Greene
El Palacio de Justicia del Condado de Greene está ubicado en 45 North Detroit Street en Xenia, una ciudad del estado de Ohio (Estados Unidos). El edificio fue diseñado por Samuel Hannaford & Sons y se completó en 1902.

## Historia
La construcción de este, el tercer palacio de justicia del condado de Greene, comenzó en 1901. Los arquitectos del Palacio de Justicia del Condado de Greene fueron Samuel Hannaford and Sons, quienes terminaron el edificio en 1902 a un costo de 191 746 dólares. Hannaford también fue el arquitecto del Ayuntamiento de Cincinnati, que comparte un estilo arquitectónico muy similar y fue construido 13 años antes.

## Reloj de torre
La característica principal del edificio es su reloj de torre 44,2 m. El reloj es de Míchigan y tiene un peso de 2041 kg dentro de un marco que pesa 1360 kg. Las campanas del reloj dan la horas. Hasta 1941 un trabajador de mantenimiento tocaba las campanas manualmente, pro ese año el sistema se automatizó.